# Normatywne teorie rachunkowości
Normatywne teorie rachunkowości – teorie rachunkowości, które próbują udzielić odpowiedzi na pytanie „jak być powinno”. Obok pozytywnych teorii rachunkowości należą do dwóch głównych typów teorii w rachunkowości.

## Charakterystyka normatywnych teorii rachunkowości
Teorie normatywne rachunkowości powstają w oparciu o badania naukowe typu dedukcyjnego, nazywanego także badaniem a priori. Najbardziej intensywny rozwój tych teorii rachunkowości miał miejsce w tzw. złotym wieku badań metodologicznych w rachunkowości, który przypada na lata 1950–1960. Cechą charakterystyczną badań dedukcyjnych w ramach omawianych teorii normatywnych jest to, że wysuwane hipotezy badawcze nie są testowane. Brak weryfikacji hipotez niekiedy uważa się za największą wadę tych teorii rachunkowości, uznając je za mniej naukowe niż teorie pozytywne (bazujące na empirycznej weryfikacji).

## Główne typy normatywnych teorii rachunkowości
W literaturze przedmiotu ugruntowany został podział normatywnych teorii rachunkowości na trzy główne typy:
1. etyczno-normatywne teorie rachunkowości,
2. pragmatyczno-normatywne teorie rachunkowości,
3. warunkowo-normatywne teorie rachunkowości.

Etyczno-normatywne teorie rachunkowości powstały w latach siedemdziesiątych XX wieku, których głównym przedstawicielem był Anthony Hopwood. Jednym z najważniejszych postulatów badaczy zajmujących się tym typem teorii rachunkowości był postulat uwzględnienia rachunkowości jako elementu składowego otoczenia, w którym funkcjonują podmioty gospodarcze. W znacznej mierze teorie etyczno-normatywne powstały w oparciu o dorobek nauk humanistycznych, a przede wszystkim filozofii, której jednym z najważniejszych przedmiotów zainteresowania jest etyczny aspekt gospodarowania i zachowania jednostki.
W ramach etyczno-normatywnych teorii rachunkowości wyróżnia się podejście umiarkowane i radykalne. W literaturze spotkać można także trzeci „nurt”, nazywany rachunkowością odpowiedzialności społecznej. W ramach tego nurtu badacze podejmują próbę określenia odpowiedzialności rachunkowości, na przykład względem ochrony środowiska naturalnego i oddziaływania na zrównoważony rozwój.
Pragmatyczno-normatywne teorie rachunkowości klasyfikowane są ze względu na okres, w którym powstawały. Uznaje się, że teorie pragmatyczno-normatywne powstały w latach 1955–1975.
Warunkowo-normatywne teorie rachunkowości stanowią ważny dorobek na gruncie teorii rachunkowości. Jednym z najważniejszych przedstawicieli i współtwórców teorii warunkowych jest Richard Mattessich. Teorie te konstruowane są poprzez wykorzystanie narzędzi analitycznych, przede wszystkim dorobku nauk ścisłych.

## Rachunkowość rozwoju zrównoważonego w świetle teorii normatywnych
Założenia teorii normatywnych pozwalają – obok pozytywnych teorii rachunkowości – na interpretację rachunkowości rozwoju zrównoważonego.

### Rachunkowość rozwoju zrównoważonego wobec wyzwań sprawozdawczości z dokonań na rzecz rozwoju zrównoważonego
Niewiele jest prób stworzenia ram teoretycznych rachunkowości pod wpływem zmian sprawozdawczości z dokonań na rzecz rozwoju zrównoważonego, a istniejące mają bardzo ogólny charakter. W związku z tym rozwiązań normatywnych w zakresie rachunkowości wspierającej sprawozdawczość z dokonań na rzecz rozwoju zrównoważonego doszukuje się w standardach i wytycznych obowiązujących w praktyce oraz propozycjach nauki. Obowiązujące w praktyce sprawozdawczości standardy nie wyznaczają bezpośrednio roli i zakresu rachunkowości, natomiast w piśmiennictwie naukowym są prezentowane różne ujęcia normatywne rachunkowości ukierunkowanej na poszczególne aspekty rozwoju zrównoważonego, w tym w szczególności rachunkowości środowiskowej.

### Rachunkowość rozwoju zrównoważonego w zarządzaniu przedsiębiorstwem w świetle koncepcji rozwoju zrównoważonego
Kierowane wobec zarządczej rachunkowości zrównoważonej oczekiwania dotyczą głównie jej wsparcia rozrachunku z odpowiedzialności w koncepcji accountability za pomocą pomiaru dokonań na rzecz rozwoju zrównoważonego. Organizacja zarządczej rachunkowości zrównoważonej, w tym jej umiejscowienie w systemie zarządzania przedsiębiorstwem działającym na rzecz rozwoju zrównoważonego, powinna być ukierunkowana na zapewnienie informacji potrzebnych do podejmowania decyzji strategicznych, dotyczących podstawowych założeń prowadzenia działalności, w tym:
–– określania przedmiotu działalności zgodnie z triadą celów koncepcji rozwoju zrównoważonego;
–– wytyczania kierunków rozwoju przedsiębiorstwa zgodnych z podstawowymi założeniami rozwoju zrównoważonego i możliwościami legitymizacji instytucjonalnej i strategicznej;
–– alokacji zasobów przedsiębiorstwa przy założeniu harmonizowania celów ekonomicznych, społecznych i środowiskowych;
–– wyboru technologii wytwarzania pozwalającej minimalizować oddziaływania na środowisko naturalne, przy uwzględnieniu posiadanych przez przedsiębiorstwo zasobów finansowych i ludzkich;
–– zmian organizacyjnych przedsiębiorstwa pozwalających na instytucjonalizację nowych struktur rachunkowości zarządczej;

–– długookresowego zarządzania pozostającymi do dyspozycji kapitałami przedsiębiorstwa – kapitałem finansowym, kapitałem produkcyjnym, kapitałem naturalnym oraz kapitałem intelektualnym, obejmującym kapitał organizacyjny, ludzki, społeczny i relacyjny.